# Морозиво-сендвіч
Морозиво-сендвіч — заморожений десерт, що складається з морозива між двома бісквітами, вафлями, м'яким печивом або іншою випічкою. У різних країнах світу використовуються різні інгредієнти: в Ірландії — вафлі, а у США — печиво.

## Опис
Морозиво-сендвіч — це заморожений десерт або кондитерський виріб. Інгредієнти в різних країнах світу можуть відрізнятися, але спільним компонентом завжди є морозиво, яке розташоване між випічкою, зазвичай бісквітами, вафлями або печивом.

## Різновиди морозива у різних регіонах

### Австралія
В Австралії популярними брендами є Giant Sandwich (у блакитно-рожевій обгортці) та Monaco Bar (у чорній і золотій металевій обгортці) у східних регіонах. Серед інших брендів — Streets «Cookie», «Maxibon» (з половиною морозива-сендвіча) і «Maxibon Cookie», а також «Pat and Stick's Homemade Range» (круглої форми). Також популярності набрали додаткові бренди «Indulge» і «Feast».

### Німеччина
У Німеччині морозиво-сендвічі готують із двох вафель і тришарового морозива під назвою Fürst-Pückler-Eis, що в інших країнах відоме як неаполітанське морозиво. Воно було створено за рецептом, представленим у 1839 році кухарем німецького дворянина Германа фон Пюклера-Мускау.

### Іран

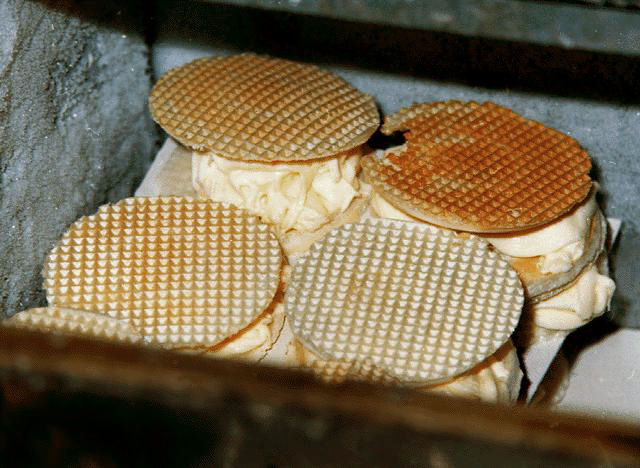
Класичне іранське морозиво-сендвіч

Звичайне іранське морозиво-сендвіч називається бастані наані (بستنی نانی), що означає «хліб із морозивом», і готується із традиційним іранським морозивом між двома вафлями.

### Ірландія
В Ірландії морозиво-сендвічі називають «слайдерами» або вафлями з морозивом. Зазвичай їх подають у вигляді ванільного морозива, загорнутого між двома прямокутними шоколадними вафлями. «Подвійна нуга» (double nougat) — це морозиво, завернуте між двома вафлями з нугою. Вафлі не покриті шоколадом, лише по краям.

### Ізраїль
В Ізраїлі морозиво-сендвіч зазвичай називають «касата» (קסטה). Хоча назва походить від італійської cassata, сам десерт має мало спільного з італійською касатою і зазвичай складається з двох товстих бісквітів, між якими знаходиться суміш ванільного та шоколадного морозива.

### Італія

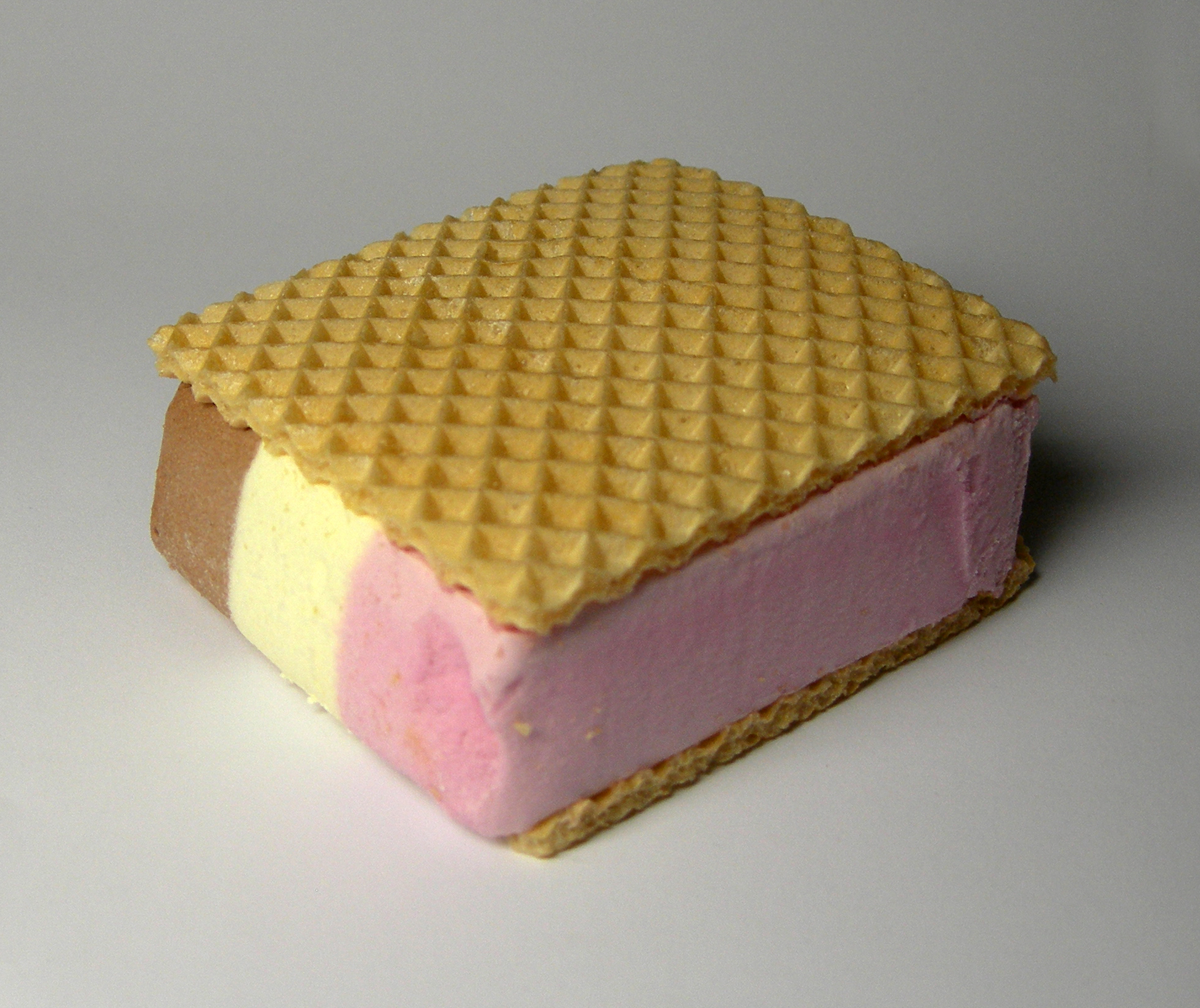
Неаполітанське морозиво з вафлями

В Італії морозиво-сендвічі їдять у регіоні Сицилія на сніданок. Десерт називається «Brioche con Gelato» і складається з бріоші, розрізаної зверху та наповненої морозивом.

### Філіппіни

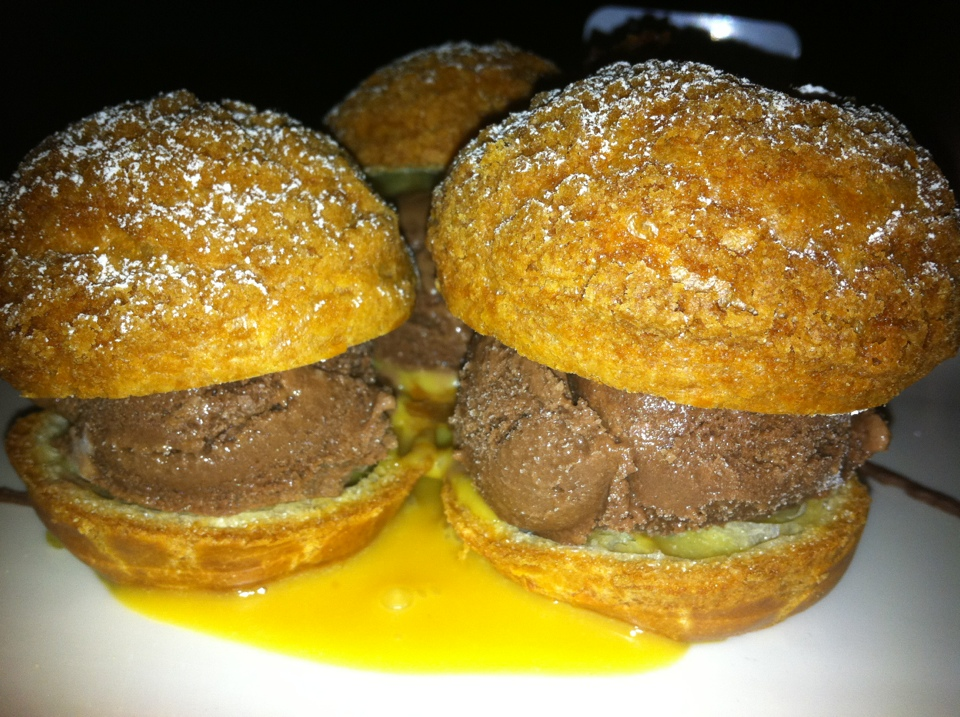
Морозиво-сендвіч у вигляді бургера

Місцеві продавці морозива (сорбетів) з візками, які роз'їжджають містами, іноді пропонують морозиво-сендвічі та пандесали.

### Сербія
В Сербії популярна компанія з виробництва заморожених продуктів Frikom створила морозиво-сендвіч Plazma, що є унікальним поєднанням морозива зі смаком печива Plazma, збагаченого однойменним меленим печивом, покритого молочним шоколадом зі шматочками меленого печива Plazma на одній половинці та двома великими шматочками печива Plazma, що покривають морозиво на іншій половині.

### Сінгапур
Вафельне морозиво популярне в Сінгапурі. Це один із видів нарізаного морозива (potong), названого так тому, що порції нарізаються з великого блоку морозива. Вафельне морозиво складається з двох вафель, скріплених прямокутним блоком морозива. Вафельне морозиво з'явилося на основі старішого виду «крижаного» potong морозива, яке є прямокутною призмою з морозива на дерев'яній паличці. Багато покупців скаржилися, що морозиво легко тане та падає з палички, що призвело до появи вафель для кращого зчеплення. Продавців зазвичай можна зустріти на Орчард-роуд (Orchard Road) та в Чайна-Тауні (Chinatown), а також біля шкіл. У розмовній мові морозиво називають pia ice cream, що на хоккієнському діалекті означає «бісквітне морозиво».
Зазвичай продаються такі смаки: м'ятний, з шоколадною крихтою, дуріан, рябь, червона квасоля, Ямс, солодка кукурудза, медова диня та шоколад.
Продавці вафельного морозива також продають ті самі кульки морозива на скибочках різнокольорового хліба, на ріжках або в стаканчиках замість того, щоб класти їх між вафлями.
Компанії громадського харчування в Сінгапурі також надсилають візки з бутербродами з морозивом на заходи.

### Таїланд
Itim Khanom Pang (або Icecream Khanom Pang) — буквально хлібне морозиво.

### Велика Британія
У Сполученому Королівстві до 1980-х років популярною альтернативою ріжку було вафельне морозиво, що складалося з невеликого шматочка морозива між двома прямокутними вафельними печивами. Також продавалася «вафля з нугою» (nougat wafer), що складалася з шару марципану між двома вафлями та покрита шоколадом по краях. Зазвичай ванільний брикет (або шар м'якого морозива) клали між однією звичайною вафлею та однією покритою шоколадною нугою. У Шотландії це називається «одноразова нуга» (single nougat), а «подвійна нуга» (double nougat) (вимовляється як «нагет» (nugget)) має нугові вафлі з обох боків. Малиновий соус також є поширеною начинкою. Нугові вафлі бувають подвійними або потрійними, залежно від кількості нугових вафель у складі.

### США
Найраніша згадка про морозиво-сендвічі в Північній Америці відноситься до 1899 року. Вуличні торговці в Нью-Йорку продавали морозиво, загорнуте в папір, під назвою «хокі-покі» (hokey pokeys), поки комусь не спала на думку ідея використовувати замість паперу печиво. На фотографіях з узбережжя Джерсі, зроблених приблизно в 1905 році, видно, що морозиво-сендвічі продаються по 1 центу за штуку. Найраніший патент США, пов'язаний з морозивом-сендвічами (№ 1 387 613), був виданий Расселу Х. Проперу (Russell H. Proper) в 1921 році за «машину для приготування морозива-сендвічів».
Морозиво-сендвічі продаються з шоколадним печивом. Також популярний чіпвіч, де морозиво (зазвичай ванільне) знаходиться між двома печивами з шоколадною крихтою.
«Національний день морозива-сендвіча» відзначається 2 серпня і святкується як мінімум з 2005 року.

### Уругвай
В Уругваї морозиво-сендвіч (sánguche helado) або потрійний сендвіч (sánguche triple) — це, як правило, сендвіч з неаполітанським морозивом (helado triple), приготований з вафлями, як на зображенні.

### В'єтнам
У В'єтнамі морозиво-сендвіч під назвою bánh mì kẹp kem зазвичай продається на вулиці як закуска. Він складається з кульок морозива, які кладуть у banh mì і посипають подрібненим арахісом.